# مهره اطلس
مهره اطلس (انگلیسی: Atlas) یا C1 اولین مهره گردن انسان است که در زیر جمجمه و بر روی مهره آسه واقع شده است.

## کالبدشناسی
مهره اطلس فاقد زایده خاردار و یک بدنه مهره‌ای حقیقی است البته زایده دندانی آسه به عنوان بدنه مهره اول گردن عمل می‌نماید. اطلس حاوی دو توده جانبی است که از طریق کمان‌های پیشین و پسین و زایده عرضی به مهره متصل شده و به عنوان پذیرنده وزن در فرایند مفصلی عمل می‌کنند. سطح خلفی کمان قدامی دارای یک سطح مفصلی است که توسط غضروف هیالن پوشیده شده و با زایده دندانی مهره آسه جفت می‌شود. زواید مفصلی فوقانی (که حالت مقعرالطرفین دارد) با کوندیل‌های محدب الطرفین استخوان پس سری و زاویه مفصلی تحتانی (که حالت محدب‌الطرفین دارد) با سطوح مفصلی فوقانی مقعرالطرفین آسه جفت می‌شوند.